# Jegor Walentinowitsch Schamow
Jegor Walentinowitsch Schamow (russisch Егор Валентинович Шамов; * 2. Juni 1994 in Moskau) ist ein russischer Fußballtorwart.

## Karriere
Schamow begann seine Karriere bei ZSKA Moskau. Zur Saison 2011/12 wechselte er zum Drittligisten FK Biolog-Nowokubansk. In seinen ersten beiden Spielzeiten kam er aber nie zum Einsatz. In der Saison 2013/14 absolvierte er 15 Partien in der Perwenstwo PFL. In der Saison 2014/15 spielte er zehnmal. Nach der Saison 2014/15 verließ er Biolog. Nach einem Jahr ohne Klub wechselte er zur Saison 2016/17 zu Dynamo Brjansk. Für Brjansk kam er zu 21 Drittligaeinsätzen.
Zur Saison 2017/18 schloss Schamow sich dem Zweitligisten Lutsch-Energija Wladiwostok an. Dort gab er im Juli 2017 sein Debüt in der Perwenstwo FNL. Als Ersatztormann kam er insgesamt aber nur zu neun Einsätzen für Wladiwostok in der FNL. Zur Saison 2018/19 wechselte der Tormann zum Erstligisten Arsenal Tula. In Tula war er in seiner ersten Saison allerdings Ersatztormann hinter Artur Nigmatullin und kam nie zum Einsatz. Im Oktober 2019 debütierte er gegen Achmat Grosny in der Premjer-Liga. In der Saison 2019/20 war er zumeist weiterhin Ersatz und absolvierte neun Spiele. In der Saison 2020/21 war er aber Stammtorwart und kam zu 19 Saisoneinsätzen. Zur Saison 2021/22 verließ Nigmatullin aber den Klub und wurde durch Anton Kotschenkow ersetzt, gegen den sich Schamow nicht durchsetzen konnte. In jener Spielzeit spielte er nur zweimal, mit Arsenal stieg er zu Saisonende aus dem Oberhaus ab. In der Saison 2022/23 absolvierte er elf Zweitligaspiele.
Im September 2023 wechselte Schamow zum Erstligisten Rubin Kasan. In Kasan war er Ersatz für Juri Djupin und kam zu einem Einsatz im Oberhaus. Zur Saison 2024/25 schloss er sich dem Zweitligisten FK Jenissei Krasnojarsk an.